# أماندا بالمر (صحفية)
أماندا بالمر (بالإنجليزية: Amanda Palmer)‏ هي صحفية ومنتجة أفلام بريطانية وأسترالية، ولدت في 17 مايو 1976 في أستراليا.

## وصلات خارجية
- أماندا بالمر على موقع IMDb (الإنجليزية)